# Peperomia campinasana
Peperomia campinasana är en pepparväxtart som beskrevs av C. Dc.. Peperomia campinasana ingår i släktet peperomior, och familjen pepparväxter. Inga underarter finns listade i Catalogue of Life.